# エンゲージリング (テレビドラマ)
『エンゲージリング』は、日本テレビ系列の『火曜サスペンス劇場』枠の「六月の花嫁シリーズ」で放映された2時間ドラマ。1986年6月24日放送。

## あらすじ
女ピアノ講師と、イラストレーターは似た者同士で結婚を約束する。しかし、ある日男は行方不明になる。

## キャスト
- 南条玲子
- 三浦浩一
- 西岡徳馬
- 小松みどり

## スタッフ
- 原作：ウィリアム・アイリッシュ
- 脚本：鴨井達比古
- 演出：小原宏裕

- 主題歌：岩崎宏美「25時の愛の歌」

| スタブアイコン | サブスタブ | この項目は、まだ閲覧者の調べものの参照としては役立たない、テレビ番組に関連した書きかけの項目です。この項目を加筆・訂正などしてくださる協力者を求めています（P:テレビ/PJ:放送または配信の番組）。 |